# Ланцюговий ящик

Ланцюговий ящик у форпіку шхуни C.A. Thayer

Ланцюговий ящик, заст. канатний ящик — складова якірного пристрою, підпалубне приміщення в носовій частині великого судна (у форпіку), обладнане для укладання якірних ланцюгів (первісно — якірних канатів). Має переважно циліндричну форму, кріпиться, як правило, до форпікової перебірки. Зазвичай ланцюговий ящик розташовується під місцем установки якірного механізму (шпиля або брашпиля): для того, щоб відповідні до них якірні ланцюги йшли без великих вигинів. Від ящика до ланцюгового клюза на палубі йде ланцюгова труба, по якій здійснюється спуск вибраного ланцюга; до стінки ящика кріпиться корінна змичка. Для ланцюга якоря кожного борту існує окремий ящик. Часто в ящику встановлюється пристрій швидкої віддачі ланцюга (жвака-галс). На малих яхтах ланцюговий ящик не використовується.